# NGC 2332
NGC 2332 je galaksija u zviježđu Risu.

## Vanjske poveznice
- SEDS: NGC 2332